# Sangelaid
Sangelaid est une île d'Estonie dans le golfe de Riga.

## Géographie
Elle se situe au Nord-Ouest de Kihnu.